# Дьяконов, Пётр Александрович (Герой Социалистического Труда)
Пётр Александрович Дьяконов — советский хозяйственный, государственный и политический деятель, Герой Социалистического Труда.

## Биография
Родился в 1908 году в селе Новоникитино. Член ВКП(б) с 1945 года.
С 1918 года — на хозяйственной, общественной и политической работе. В 1918—1963 гг. — в сельском хозяйстве, плотник, молотобоец, кузнец, комбайнер Калинкинской машинно-тракторной станции Александровского района Оренбургской/Чкаловской области, комбайнер в колхозе села Новоникитино Александровского района.
Указом Президиума Верховного Совета СССР от 25 апреля 1951 года присвоено звание Героя Социалистического Труда с вручением ордена Ленина и золотой медали «Серп и Молот».
Избирался депутатом Верховного Совета СССР 5-го созыва.
Умер в 1963 году в селе Новоникитино.